# Împăratul Kōkaku
Împăratul Kōkaku (japoneză 光格天皇; 23 septembrie 1771 – 11 decembrie 1840, Kyoto) a fost al 119-lea împărat al Japoniei,  potrivit ordinii tradiționale de succesiune.
Domnia lui Kōkaku s-a întins din 1780 până în 1817.